# Microlito

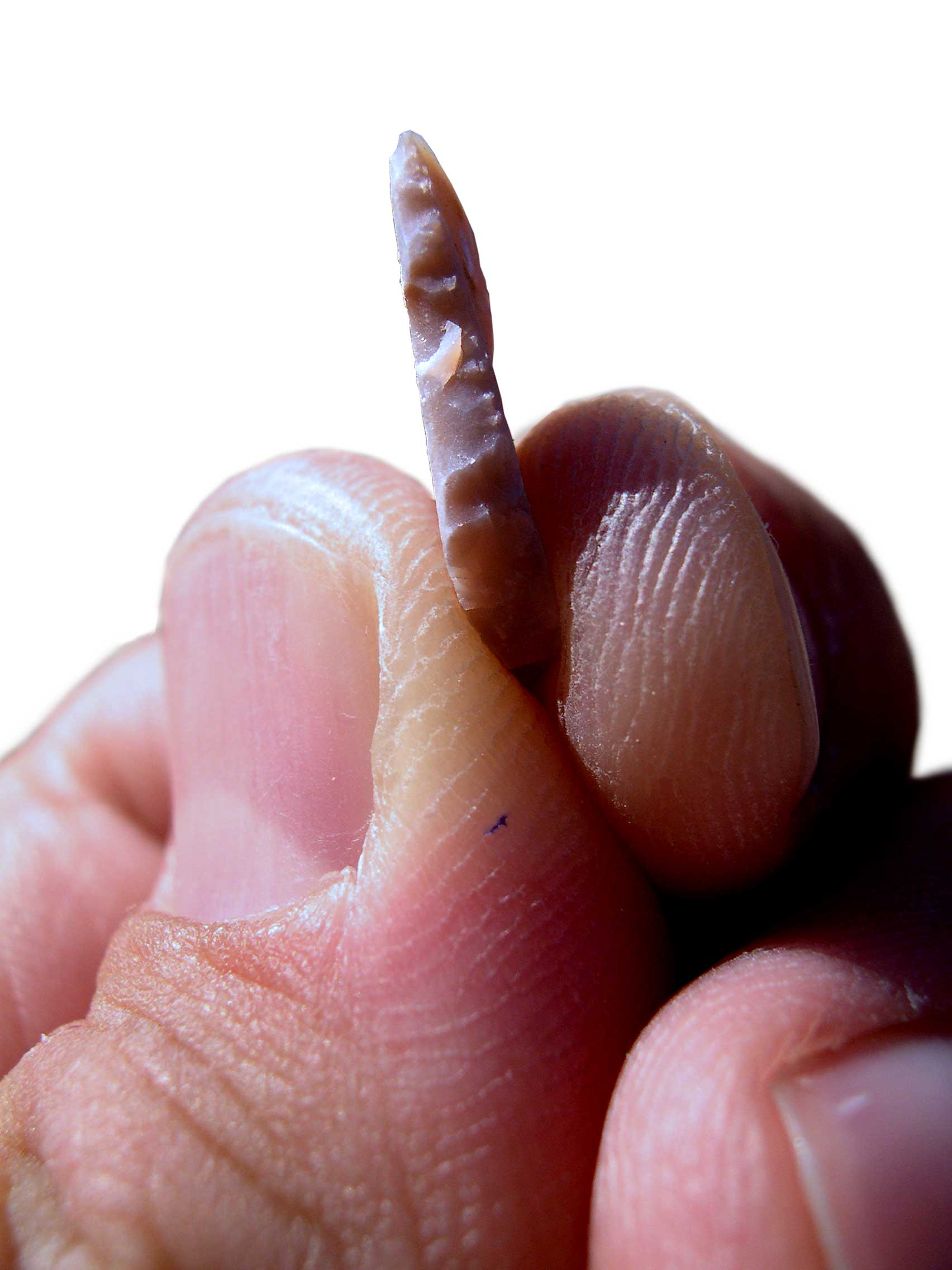
Hojita de borde abatido

Los microlitos son artefactos líticos tallados intencionalmente por el ser humano, sobre todo durante la prehistoria, de tamaño extremadamente pequeño, pero demasiado elaborados para ser considerados desechos o accidentes de talla. Los microlitos tienen como soporte una hoja o una hojita (de sílex casi siempre) y su forma se remata por medio de retoques abruptos o truncaduras. Teniendo en cuenta estos rasgos comunes, suelen distinguirse dos grandes familias de microlitos: los laminares (más propios del final del Paleolítico Superior y del principio del Epipaleolítico) y los geométricos (característicos del Mesolítico, del Neolítico e incluso de alguna cultura posterior con arraigadas tradiciones cinegéticas). En efecto, cualquiera que sea la clase de microlito (laminar o geométrico), se asocian a armas de caza, ya que son elementos que forman parte de la punta de jabalinas, venablos y, ya en periodos tardíos, de flechas.

## Microlitos laminares y no geométricos
Los microlitos laminares surgen poco a poco a lo largo del Paleolítico Superior. Según J. Guichard hay ciertas piezas que indican que la microlitización se inició ya en el Gravetiense (los «buriles de Noailles» y las «Microgravettes» son prueba de ello), el proceso continua, floreciendo notablemente durante el Magdaleniense (persistiendo, después, en numerosas tradiciones epipaleolíticas, sobre todo circunmediterráneas). Estos microlitos, que son ligeramente mayores que los geométricos, se fabrican, a partir de hojitas de sílex obtenidas ad hoc de pequeños núcleos o, bien de núcleos para hojas agotados. La técnica de obtención, puesto que el soporte no es muy grande, puede ser la percusión o la presión indistintamente (aunque la presión siempre es la mejor opción, al ser más complicada no es la más empleada). Hay tres tipos básicos de microlitos laminares:
- La hojita truncada (esto es, con uno de los extremos menores, o ambos, quebrada a base de retoques abruptos), se distinguen variedades según la posición de la truncadura (oblicua, recta, doble...) y según su forma (convexa, cóncava...). Destacamos por su forma especial, las «raclettes microlíticas», hojitas o lasquitas cuyos bordes han sido retocados abruptamente hasta adquirir una forma subcircular o informe (las raclettes son indicadores culturales confusos, pues, en tamaños mayores, aparecen durante toda la Edad de Piedra).

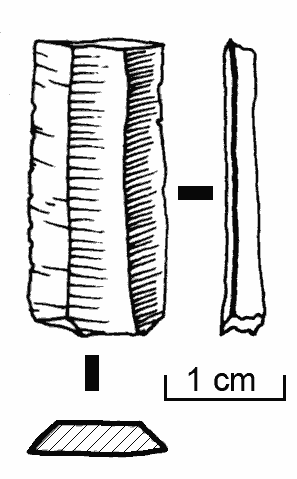
Hojita de sílex
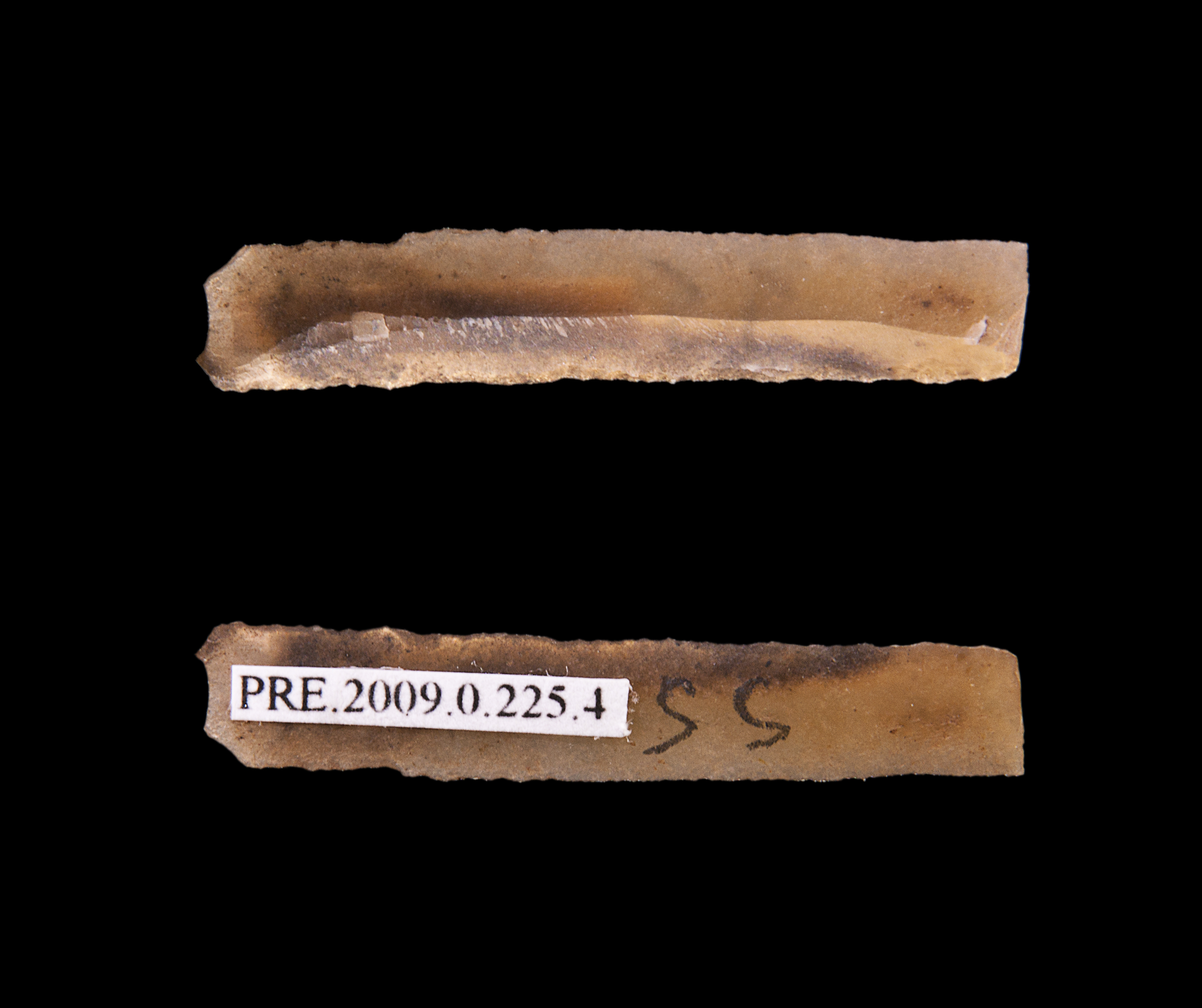
Hojita con truncadura
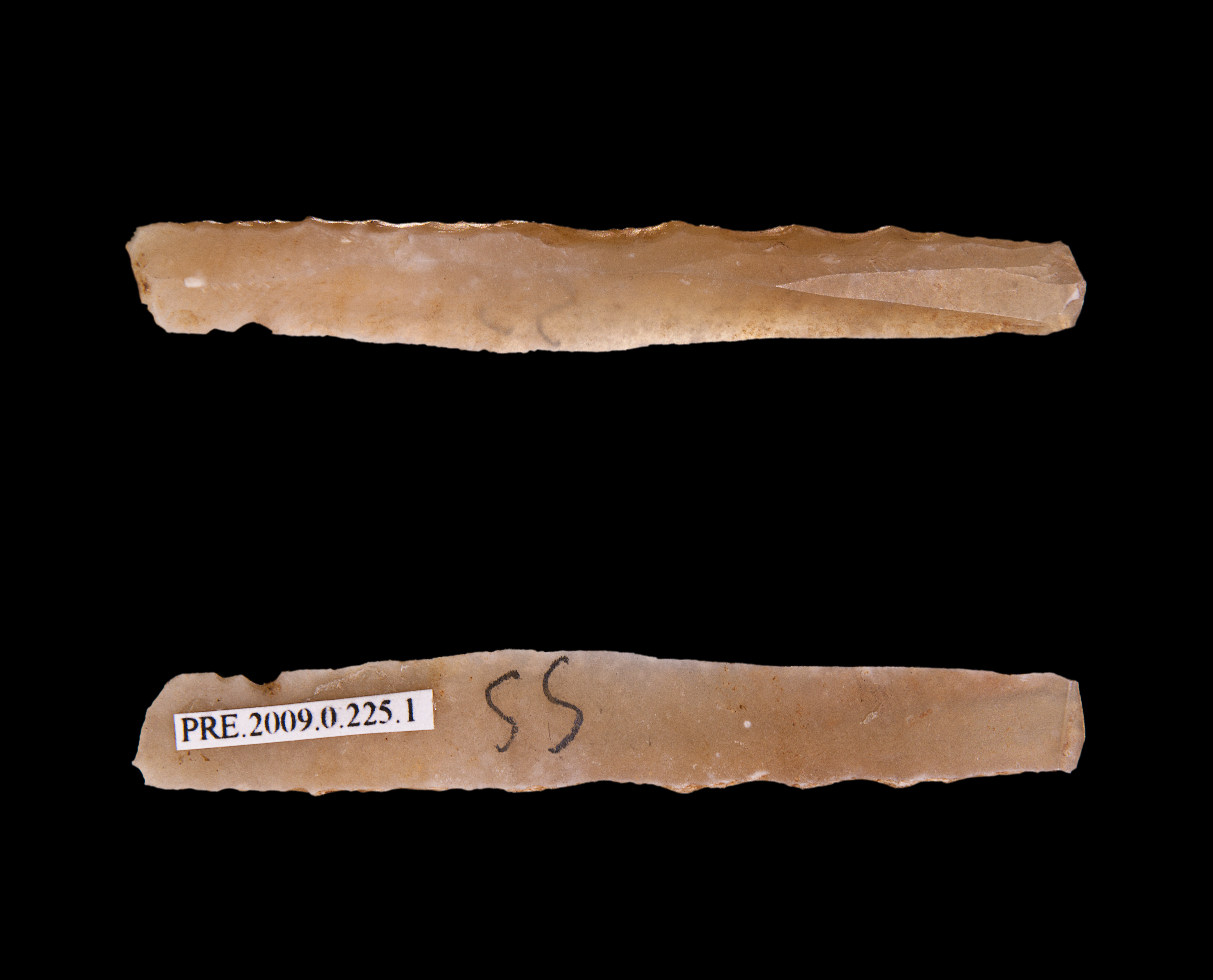
Hojita de borde abatido
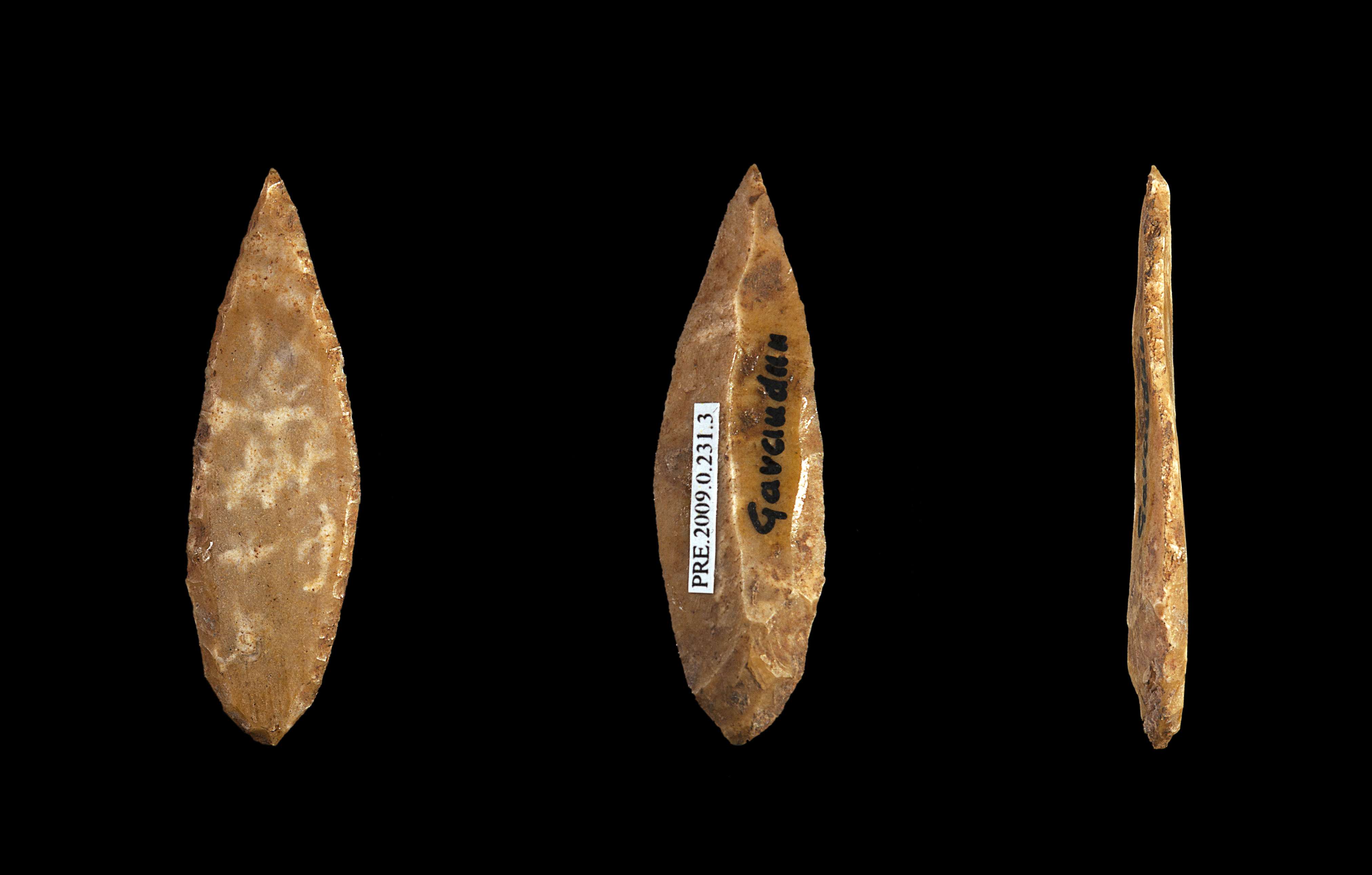
Hojita Dufour

- La hojita de borde abatido (con una de las aristas «matada», generalmente la lateral, también por retoque abrupto), hay menos variedades, por ejemplo, si tienen todo el borde abatido o solo una parte, si este es recto o no... Según Fortea Pérez son el tipo fundamental de las industrias laminares, a partir de la cual se desarrollan otros muchos tipos, que pueden llegar a ser innumerables.[3]  Destacamos algunos ejemplos, en primer lugar la llamada «Hojita Dufour» (una pieza de hasta tres centímetros, finamente tallada con un perfil curvado cuyos retoques son marginales, abruptos y que caracteriza una determinada fase del Auriñaciense); la «hojita solutrense de dorso» (hojitas con un retoque abrupto muy pronunciado, de modo que son muy largas y estrechas y que, aunque raras, caracterizan ciertas fases del Solutrense); la «hojita de Ouchtata» (es parecida a las anteriores, con la salvedad de que el dorso retocado no es homogéneo, sino irregular, caracteriza cietas variedades del Epipaleolítico sahariano: el Iberomaurisiense) y la «Hojita de Montbani» (con un retoque lateral parcial e irregular, característica del Tardenoisiense italiano).[4]
- Las micropuntas (hojitas a las que se da forma extremadamente aguzada por medio de retoque abrupto), de estas hay una enorme cantidad de variedades regionales, casi todas ellas terriblemente difíciles de distinguir (especialmente las de la zona occidental), de no ser por el contexto arqueológico en el que suelen aparecer. Destacamos aquí las siguientes, como mero ejemplo (hemos dejado fuera las puntas foliáceas, caracterizadas por su retoque cubriente, que constituyen un grupo aparte).[5]
  - La «punta de Châtelperrón» no es propiamente microlítica, aunque roza las dimensiones y, con su antigüedad y su morfología de hoja de borde abatido curvo es el antecedente de muchos microlitos laminares.
  - La «Mircrogravette» o «mircropunta de la Gravette» es una versión microlítica de la «punta de la Gravette», elaborada sobre una hojita muy estrecha con un retoque muy abrupto, lo que conduce a una pieza característicamente aguda, comparada con las demás.
  - La «punta aziliense» nos permite enlazar las puntas microlíticas magdalenienses, de las que no hemos hablado, con el Epipaleolítico occidental. Sus retoques poco cuidadosos y más invasores que en las demás, son una forma de determinarlas.
  - La «punta ahrensburgiense» es también una pieza finipaleolítica o epipaleolítica occidental, pero de una morfología más específica, ya que se obtiene de una hoja (no de una hojita), truncada oblicuamente y con una pequeña lengüeta que posiblemente servía de enmangue en la punta del venablo.
  - Ahora tratamos una serie de puntas del Medio Oriente características de sendas culturas, por ejemplo la «punta de El-Emireh» (Paleolítico Superior casi equivalente a la de Châtelperrón, por ser quizá contemporánea, aparentemente más corta, y también parece fabricada sobre hoja, no sobre hojita), la «punta de El-Wad» (cierra el Paleolítico Superior de la misma zona, esta vez fabricada sobre una hojita muy larga y estrecha), y la «punta de El-Khiam» (identificada por el arqueólogo español González Echegaray en yacimientos protoneolíticos de Jordania, poco conocidos aún, pero fáciles de identificar por las dos muescas de la base, sin duda destinadas a su enmangue[6])
  - La «Punta de Adelaida» es de origen australiano, su factura, a base de truncaduras sobre hoja, con una forma cercana a la trapezoidal, es una conexión casi perfecta con el grupo de microlitos geométricos que trataremos a continuación.

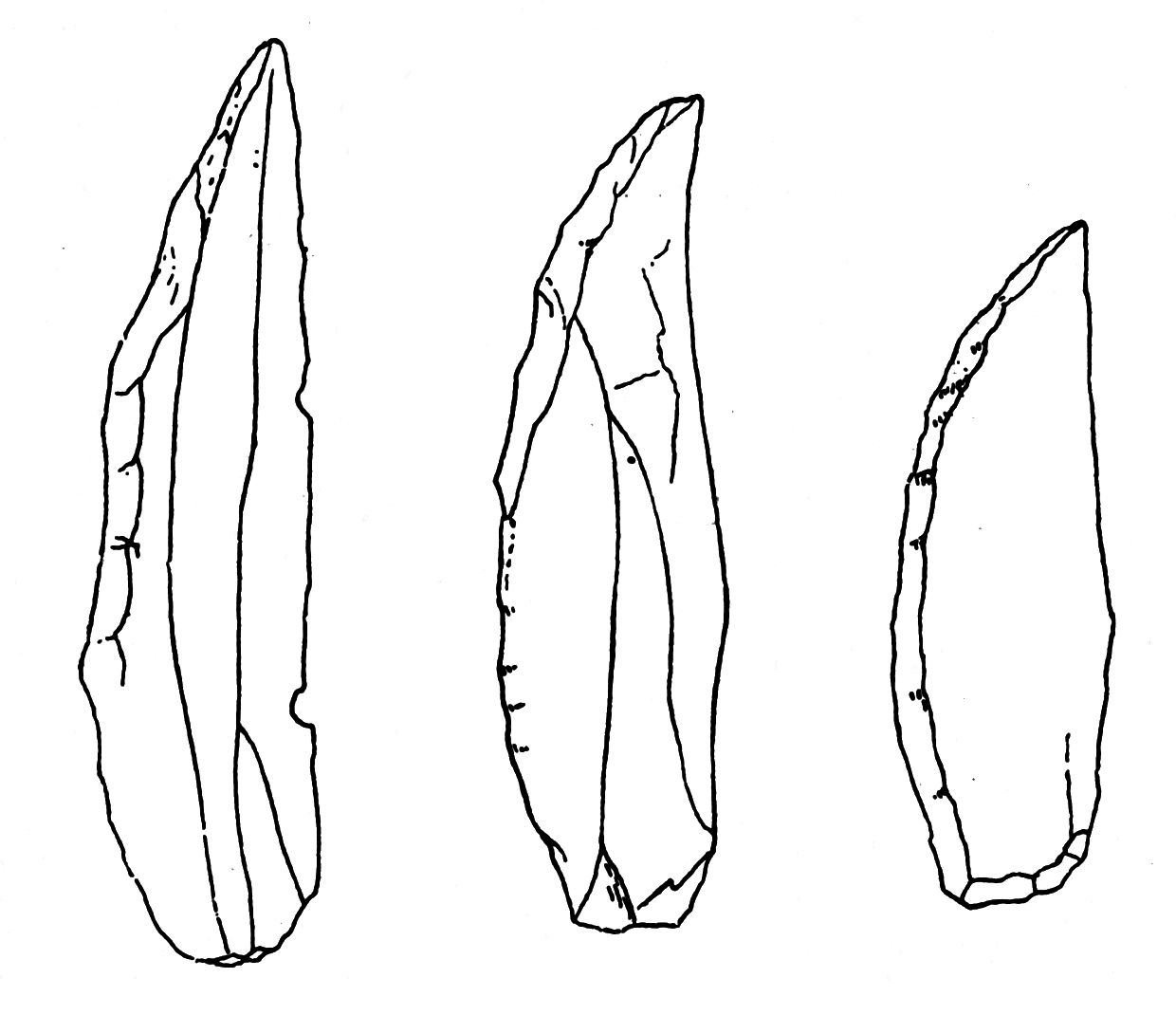
Puntas de Châtelperrón
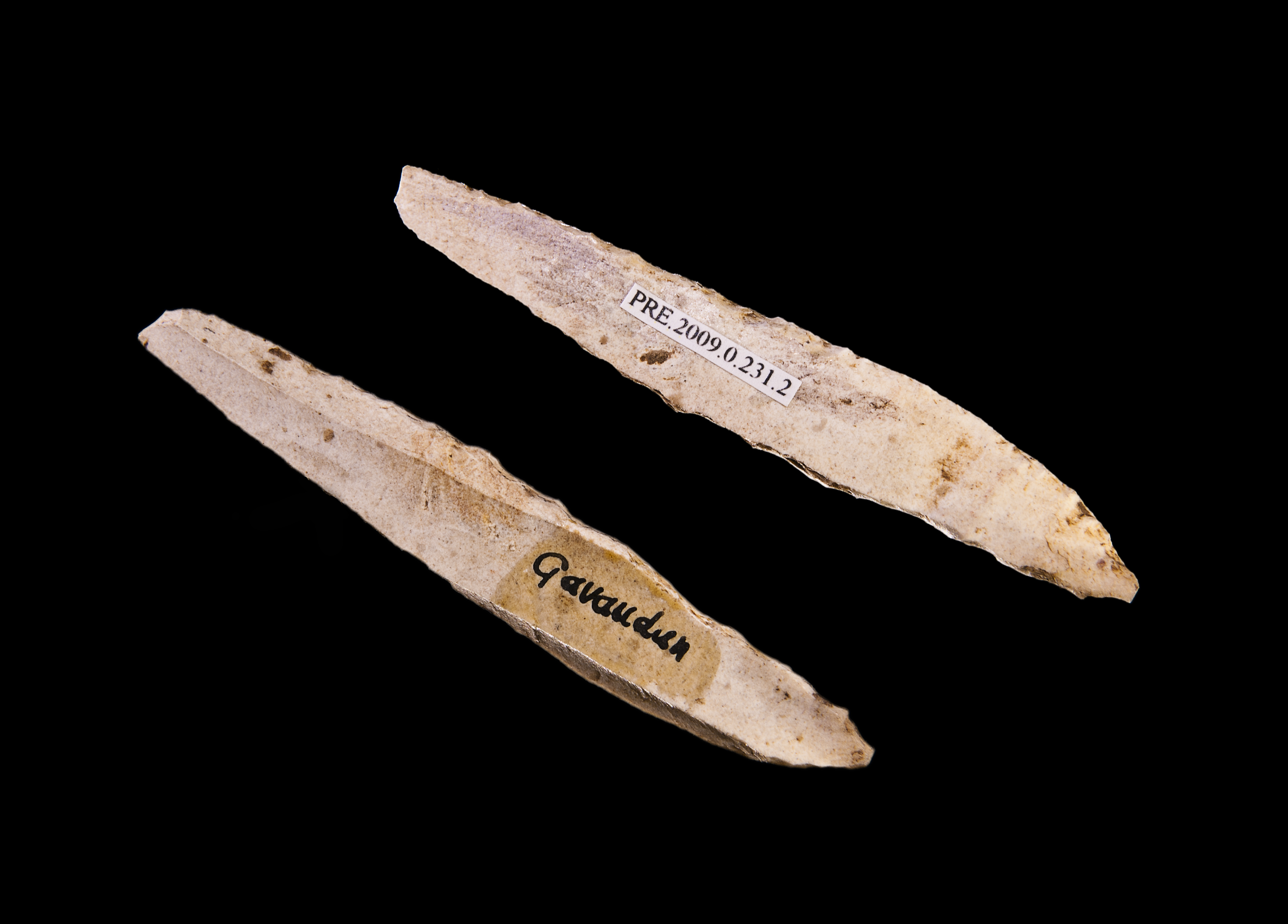
Microgravette
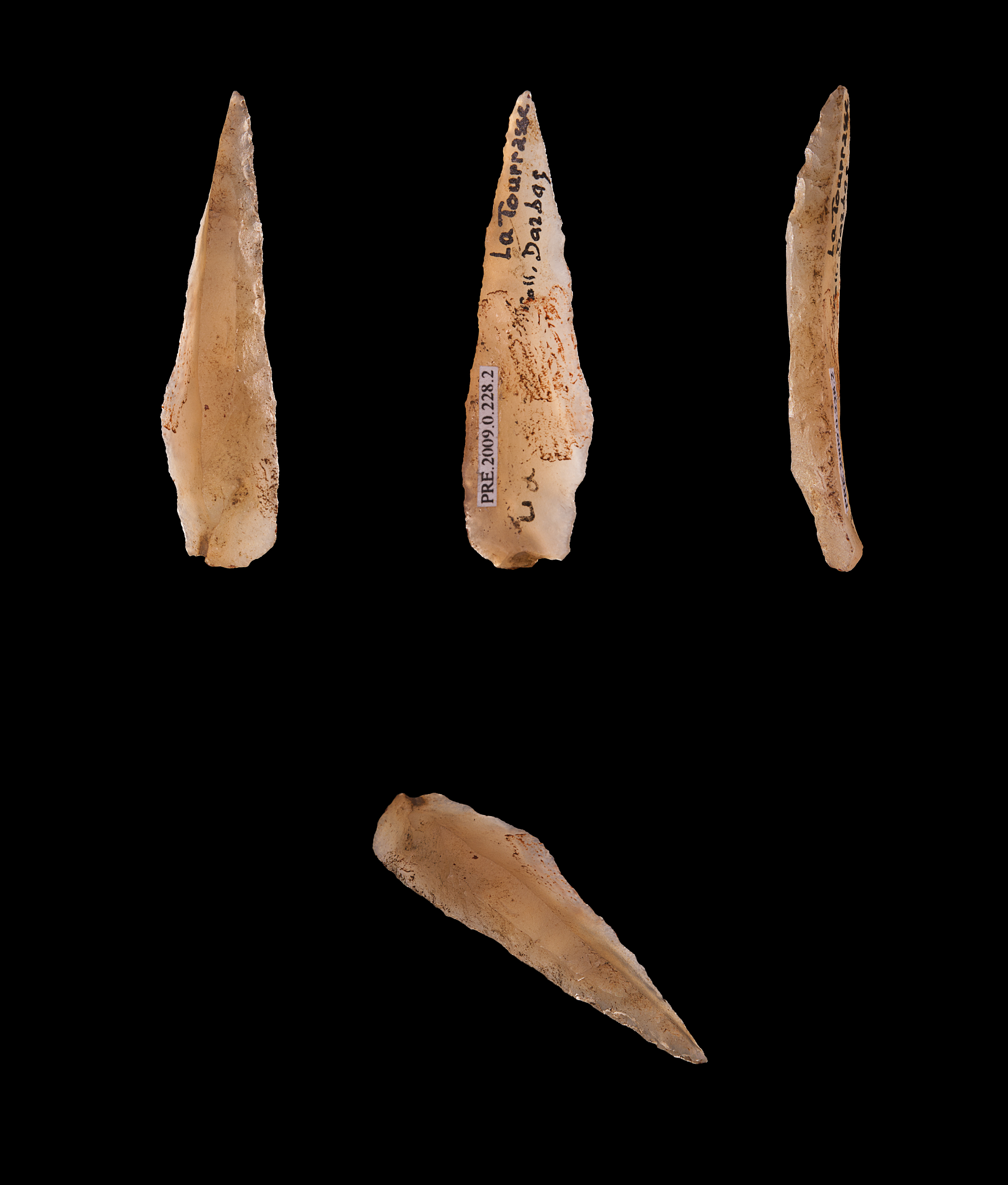
Punta aziliense
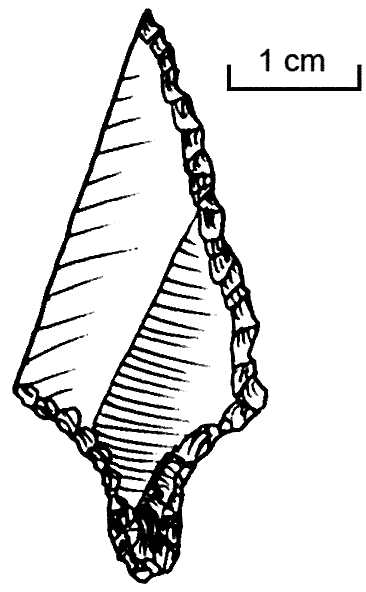
Punta ahrensburguiense
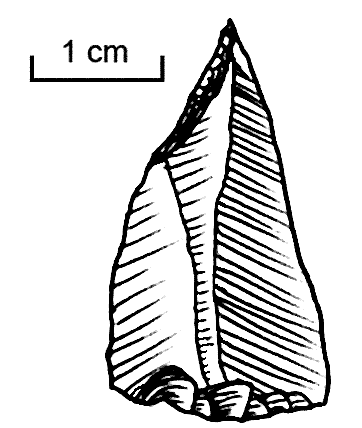
Punta de El-Emireh
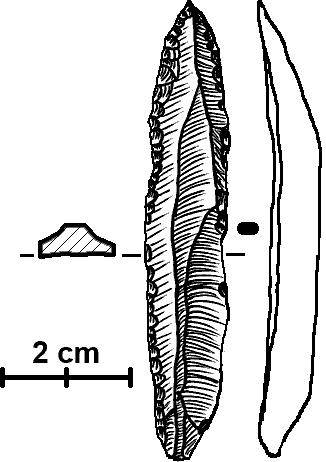
Punta de El-Wad
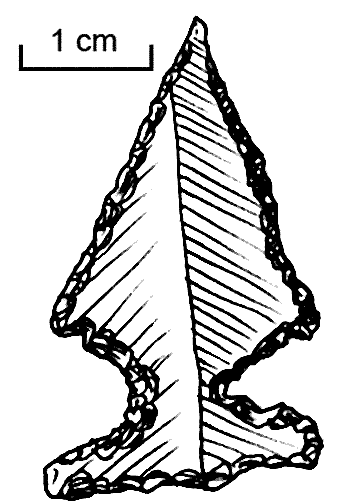
Punta de El-Khiam
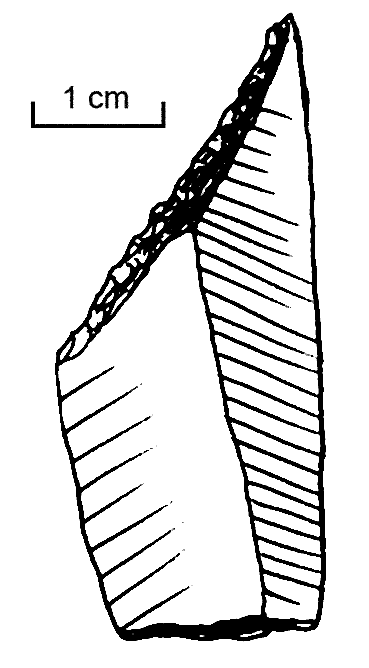
Punta de Adelaida

Este último ejemplo no solo ha sido seleccionado para enfatizar la amplitud cronológica y cultural de los microlitos laminares; también para señalar sus similitudes morfológicas y diferencias tecnológicas con los microlitos grométricos; ya que éstos no solo se definen por su forma de trapecios, triángulos o segmentos de círculo, sino que (como veremos inmediatamente) se separan del resto por los gestos llevados a cabo en su elaboración, que pueden polarizarse en torno a la técnica del microburil.

### Utilización
Los microlitos laminares son muy frecuentes tan el Paleolítico superior y el Epipaleolítico, tanto que han sido utilizados en numerosos estudios para segregar facies culturales prehistóricas. Pero su función no ha sido aclarada del todo. Ya hemos indicado que se supone que forman parte de la punta de jabalinas o proyectiles ligeros. De todos modos por su tamaño debieron ir fijados de algún modo a un mango, como se ha afirmado en varias ocasiones: «Muchos tienen menos de un centímetro y no han podido ser utilizados sin estar enmangados»:. Lo cierto es que hay un puñado de testimonios que ratifican esta hipótesis:
- En el yacimiento Magdaleniense final de Pincevent (Francia), donde las hojitas de borde abatido son particularmente abundantes, algunos hogares tenían grupitos de tres de estas piezas, lo que indica que, quizá, se enmangaban de tres en tres. Lo cierto es que en este mismo yacimiento apareció una punta de jabalina de cuerna, es decir, una azagaya, con ranuras en las que se habían incrustado hojitas de sílex, que, además iban pegadas con algún tipo de sustancia resinosa. El director de la excavación, André Leroi-Gourhan, observó en algunos ejemplares, un fortísimo desgaste de uso.
- Algunos especialistas han realizado estudios trazalógicos, entre ellos M. Lenoir que encontró golpes similares a los de la técnica de buril sobre hojitas de la Gironda, pero eran fortuitos, y los atribuyó a su enmangue en la punta de un proyectil. Este tipo de huella, que podría confundirse con un golpe de buril, ha sido experimentado y documentado por los ingleses Barton y Bergman en Hengistbury Head (Dorset), en diversos microlitos no geométricos del Paleolítico superior inglés,[10] según estos investigadores, el golpe de la cabeza del proyectil, es decir el microlito, contra un blanco duro (el hueso de la presa, por ejemplo) astillaría la punta. En la misma línea se mueve Lawrence H. Keeley que ha estudiado diversas hojitas del yacimiento francés de Buisson Campin (Verberie, Oise).
- Un testimonio excepcional fue hallado en las excavaciones de la cueva de Lascaux (Dordoña) por A. Glory: una veintena de hojitas de borde abatido conservaban restos de una sustancia resinosa con la impronta de un mango circular (una cuerna), como si estas piezas hubiese formado parte de proyectiles en los que hubiesen sido fijadas por grupos, como los dientes de un arpón o un instrumento similar.

Ninguno de los testimonios que hemos citado comprende microlitos geométricos, casi todos se refieren a hojitas de borde abatido, puntas y lasquitas vulgares

## Microlitos geométricos
Los microlitos geométricos son tipos líticos claramente determinados, al menos en sus formas básicas: el Trapecio, el Triángulo y el Segmento de círculo (a veces llamado «Media Luna»). Aunque, dentro de ellos tienen, también, muchas divisiones. Entre las imágenes incluimos un microburil porque, aunque no es un microlito geométrico, es un útil usado para la talla ósea. Algunos investigadores, sobre todo los que estudiaron las primeras piezas descubiertas, cuando apenas se hacían experiencias de talla, sí creían que los microburiles fueran útiles funcionales, entre ellos destacamos Octobon (Octobon, E. (1920). «La question tardenoisienne. Montbani». Revue Anthropologique. página 107.), Peyrony y Noone (Peyrony, D. y Noone H. V. V. (1938). «Usage possible des microburins». Bulletin de la Société Préhistorique Française. Volume 2 (numéro 3).). Actualmente se ha demostrado que no, al menos intencionalmente, lo que no descarta que fuesen reaprovechados en algún momento</ref> es el desecho característico que resulta de fabricar este tipo de piezas:

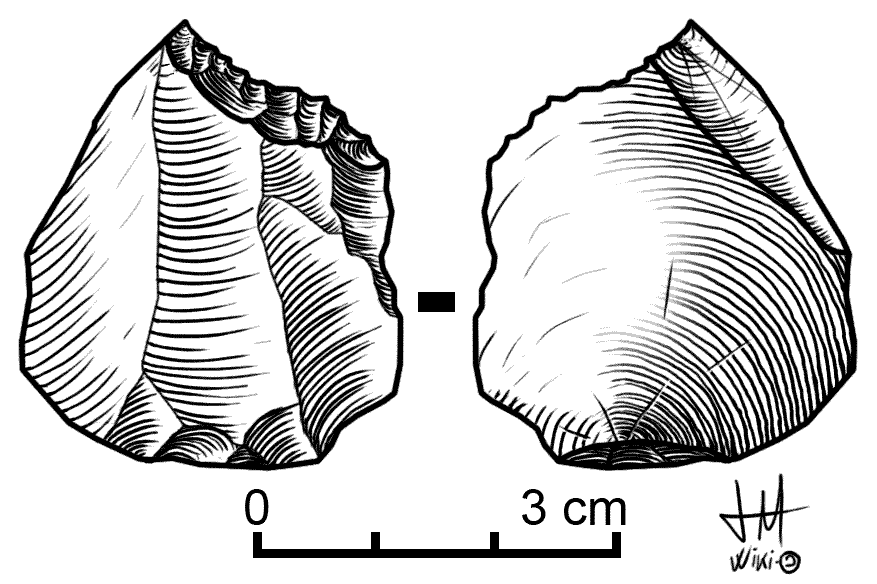
Microburil
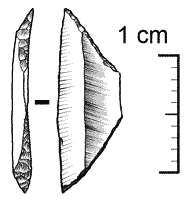
Trapecio
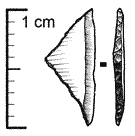
Triángulo
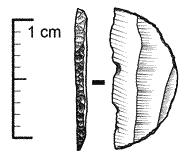
Segmento de círculo

Todos los microlitos geométricos comparten una misma y poderosa esencia, variando solo su silueta: han sido fabricados a partir de hojas (casi siempre de sílex), o de hojitas, por medio de la técnica del microburil (esto implica que no pueden conservar restos del talón ni del concoide del soporte) y terminados por medio de retoques abruptos en los bordes (generalmente dejando un lateral con el filo natural del soporte), con lo que se les dan su forma poligonal definitiva. Por ejemplo, para hacer un triángulo, se retocan dos truncaduras adyacentes, dejando libre el tercer borde o base (en la terminología de Fortea); sus formas son más o menos alargadas, con bordes rectilíneos, cóncavos y convexos y pueden presentar una gibosidad o denticulación. Los triángulos pueden ser de diversos tipos: isósceles, escalenos y equiláteros. En cambio, en el trapecio, las truncaduras no se tocan, dejando una porción de filo natural entre ellas (base menor, subaparalela a la base mayor) (igualmente distinguimos variedades de trapecios: los simétricos, los asimétricos, los desviados, los de bordes cóncavos, etc.). Los Segmentos de círculo son los que menos opciones dan a la diversidad, separándose como mucho, los semicírculos (más anchos) de los segmentos (más alargados).
Además, los hallazgos arqueológicos y los análisis de las huellas de desgaste (trazalogía) demuestran que eran elementos colocados en la punta de jabalinas, arpones y otro tipo de proyectiles ligeros de diverso tamaño; siendo usados, a partir del Neolítico, también en las flechas, por lo que su declive coincide, precisamente, con la aparición de las puntas de flecha foliáceas (es decir, aunque tenían la misma función, se fabricaban con técnicas muy diferentes) que se generalizan en el Calcolítico.

### Utilización
A pesar de la ingente cantidad de microlitos geométricos recogidos por toda la zona occidental, son raros los ejemplos en los que se aprecian evidencias claras sobre su función, y en todos los casos son de época mesolítica o neolítica. A pesar de lo cual, hay unanimidad casi total entre los investigadores, que los interpretan como elementos para reforzar la capacidad de penetación de proyectiles ligeros, como arpones, azagayas, venablos, jabalinas y flechas.
- Del Mesolítico nórdico proceden ejemplos muy bien conservados, tal es el caso de los yacimientos de Loshult (Osby, Suecia) y Tværmose (Vinderup, Dinamarca), donde hay flechas de madera con microlitos sujetos en la punta con sustancias resinosas y cordeles; piezas conservadas prácticamente intactas gracias a las especiales condiciones reductoras de las turberas.
- Del mesolítico inglés, se conocen numerosos ejemplos de posibles instrumentos compuestos por microlitos. Aunque el más conocido es un microlito procedente del yacimiento de Star Carr (Yorkshire) que conserva residuos de resina, probablemente para fijarlo a la punta de un proyectil, recientes excavaciones permiten conocer otros casos. En el yacimiento de Risby Warren V (Lincolnshire) los arqueólogos desvelaron una fila de ocho triángulos equidistantes y alineados sobre una mancha oscura de restos orgánicos (¿el astil de la flecha?). Otro claro testimonio es el de Readycon Dene (West Yorkshire), donde 35 microlitos parecían formar parte de la armadura de un mismo proyectil; también en Urra Moor (North Yorkshire) aparecieron 25 microlitos relacionados, debido a la extrema regularidad y simetría de su disposición.[11]
- En Francia destaca un insólito hallazgo: En la necrópolis mesolítica de Téviec (Morbihan), uno de los esqueletos tenía hincado un microlito geométrico en una de las vértebras. todo indica que murió por causa de un proyectil armado con triángulos, clavado profundamente en un costado (ignoramos si fue un homicidio accidental o intencionado).

En fin, todas las hipótesis sostienen una idea similar sobre la función, principalmente en la caza o en la pesca, de los microlitos geométricos; por más que, como se ha atestiguado, ocasionalmente pudieron servir de armas. El estudio de los microlitos ingleses y europeos, en general, revela que los proyectiles podían estar hechos con un número muy variable de ellos: en Tværmose solo era uno, en Loshult eran dos (uno para la punta y otro como aleta), en White Hassocks (West Yorkshire) había más de cuarenta, pero el promedio está entre seis y dieciocho piezas de armadura por cada proyectil.

## Colofón
Como hemos visto, los microlitos laminares se dan desde el Gravetiense (si no antes), o sea, casi desde el principio del Paleolítico Superior, y persisten hasta pasado el Neolítico. Por su parte, los microlitos geométricos hacen su acto de aparición en el Magdaleniense, primero los triángulos alargados escalenos y después los trapecios (aunque la técnica del microburil está atestiguada desde el Perigordiense) y tienen su fase de apogeo durante el Epipaleolítico y el Neolítico, aunque siguen existiendo un tiempo después, compitiendo a duras penas con las puntas de flecha foliáceas (primero) y las metálicas (después).
En todo caso, durante el Epipaleolítico y el Mesolítico, los microlitos han servido para segregar diferentes tradiciones culturales, en función del dominio de los microlitos laminares o geométricos. Por ejemplo en el Próximo Oriente, el fin del Paleolítico superior acaba con la tradición microlaminar de la cultura Atltiense y, durante el Paleolítico el Kebariense, de tradición microlaminar es sustituido por el Natufiense, de tradición microgeométrica hace poco más de 11 000 años. Casos como este los hay por toda la cuenca mediterránea y Europa, en general. Por ejemplo, el profesor Fortea pudo distinguir dos tradiciones en el Epipaleolítico mediterráneo español, la del «Complejo Microlaminar» (con tres facies diferentes, la de Sant Grégori de Falset, la de Les Mallaetes y la Epigravetiense) y la del «Complejo Geométrico» (a su vez, con dos facies, al de Filador y la de Cocina, recibiendo el nombre de cuevas epónimas de las costas levantinas). Lo mismo ocurre en Inglaterra, donde la preponderancia de microlitos alargados en ciertas industrias mesolíticas, frente a otras con abundancia de microlitos geométricos ha permitido separar dos fases del Mesolítico Inglés: el denominado «Earlier Mesolithic» (8 300 a. C.-6 700 a. C.) o Mesolítico antiguo y laminar, y el «Later Mesolithic» (6 700 a. C.-3 400 a. C.) o Mesolítico reciente y geométrico.